# スアレス公爵
スアレス公爵（西: Ducado de Suárez）は、スペインの貴族、公爵。元・首相アドルフォ・スアレスが1981年に叙位されたことに始まる。

## 歴史
初代公爵となったアドルフォ・スアレスは1976年から1981年にかけて首相を務め、共産党を含む政党の合法化、政治犯の特赦、総選挙の実施などの政策を推進した政治家である。国王フアン・カルロス1世は1981年2月25日にアドルフォ・スアレスをスアレス公爵に叙した。グランデの特権を有する爵位である。
2006年、爵位継承について貴族爵位継承均等法（西: Ley de Igualdad para la Sucesión de Títulos Nobiliarios）が成立し、これまでの男子優先が廃され、男女同権となった。これによれば、スアレス公爵位は長男アドルフォ・スアレス・イヤナ(1964-)ではなく、長女マリアム・スアレス・イヤナ(1963-2004)の系統が継ぐこととなる。そこでアドルフォは2009年、国王フアン・カルロス1世に「姪アレハンドラ・スアレス（マリアムの娘）でなく、自身が公爵位を継げるよう法的な継承順位を変更してほしい」と請願したが、国王はこの訴えを退けた。
2014年に初代公爵が死去すると、孫娘アレハンドラ（長女マリアムの娘）が爵位継承した。現在も、彼女が当代のスアレス公爵である。

## スアレス公爵（1981年）
- 初代スアレス公爵アドルフォ・スアレス・ゴンサレス（1932-2014）
- 第2代スアレス女公爵アレハンドラ・ロメロ・スアレス（1990-）